# Clive James
Pour les articles homonymes, voir James.
Clive James, nom de plume de Vivian Leopold James, né le 7 octobre 1939 à Kogarah en Nouvelle-Galles du Sud et mort le 24 novembre 2019 à Cambridge (Angleterre), est un écrivain australien expatrié, poète, critique littéraire, essayiste, présentateur d'une émission-débat, auteur d'ouvrages de voyage et commentateur culturel.

## Œuvres

### Autobiographies
- (en) Unreliable Memoirs, 1980
- (en) Falling Towards England, 1985
- (en) May Week Was in June, 1990
- (en) North Face of Soho, 2006
- (en) The Blaze of Obscurity, 2009

### Romans
- (en) Brilliant Creatures, 1983
- (en) The Remake, 1987
- (en) Brmm! Brmm!, 1991Publié aux États-Unis sous le titre The Man From Japan en 1993
- (en) The Silver Castle, 1996

### Poésie
- (en) The Fate of Felicity Fark in the Land of the Media: a moral poem, 1975
- (en) Peregrine Prykke's Pilgrimage Through the London Literary World, 1976
- (en) Britannia Bright's Bewilderment in the Wilderness of Westminster, 1976
- (en) Fan-mail: seven verse letters, 1977
- (en) Charles Charming's Challenges on the Pathway to the Throne, 1981
- (en) Poem of the Year, 1983
- (en) Other Passports: poems 1958-1985, 1986
- (en) The Book of My Enemy, 2003
- (en) Opal Sunset: Selected Poems 1958-2009, 2009

### Essais
- (en) The Metropolitan Critic, 1974
- (en) Visions Before Midnight: television criticism from the Observer 1972-76, 1977
- (en) At the Pillars of Hercules, 1979
- (en) The Crystal Bucket: television criticism from the Observer 1976-79, 1981
- (en) From the Land of Shadows, 1982
- (en) Glued to the Box: television criticism from the Observer 1979-82, 1983
- (en) Clive James On Television (one-volume edition of the television criticism books), 1991
- (en) Flying Visits: Postcards from the Observer, 1976-83, 1984
- (en) Snakecharmers in Texas: essays 1980-87, 1988
- (en) The Dreaming Swimmer: non-fiction, 1987-1992, 1992
- (en) Fame in the 20th Century, 1993
- (en) Even as We Speak, 2004
- (en) The Meaning of Recognition: New Essays 2001-2005, 2005
- (en) Cultural Amnesia (book), 2007
- (en) The Revolt of the Pendulum: Essays 2005-2009, 2009
- (en) Latest Readings, 2015